# Osiris notaticollis
Osiris notaticollis är en biart som beskrevs av Heinrich Friese 1930. Osiris notaticollis ingår i släktet Osiris och familjen långtungebin. Inga underarter finns listade i Catalogue of Life.